# Jean-Claude Nallet
Jean Claude Nallet (15. března 1947, Champdor – 19. srpna 2023) byl francouzský atlet, mistr Evropy v běhu na 400 metrů překážek z roku 1971.
V 19 letech získal na evropském šampionátu v Budapešti v roce 1966 bronzovou medaili v běhu na 200 metrů. Na olympiádě v Mexiku o dva roky později postoupil do semifinále běhu na 400 metrů. V následující sezóně vybojoval na mistrovství Evropy stříbrnou medaili v běhu na 400 metrů. Poté se začal specializovat na trať 400 metrů překážek. Stal se mistrem Evropy v Helsinkách v roce 1971. Při dalším evropském šampionátu v Římě v roce 1974 skončil na této trati druhý, zároveň vybojoval bronzovou medaili ve štafetě 4 × 400 metrů. Při svém pátém stratu na mistrovství Evropy – v Praze roku 1978 – skončil šestý. O rok později ukončil sportovní kariéru.
Zemřel 19. srpna 2023 ve věku 76 let.